# Reibersberg
Der Reibersberg (auch: Reibers-Berg) ist ein 485 Meter hoher Berg des Gladenbacher Berglandes.

## Lage
Er liegt auf dem Gebiet der Gemarkung Hommertshausen. Über seinen Gipfel läuft die Gemarkungsgrenze zwischen Hommertshausen und Niedereisenhausen.
Koordinaten: 50° 49′ 59,9″ N, 8° 29′ 0″ O Der Reibersberg ist mit Wohnhäusern bebaut. Die landwirtschaftliche Nutzfläche einer vorgeschichtlichen Siedlung am Reibersberg in der Gemarkung Obereisenhausen wurde im Zuge der prähistorischen Wüstungsperiode aufgegeben.